# Mendocino (AVA)
Mendocino AVA es un Área Vitivinícola Americana localizada en el condado de Mendocino, California.  Dentro de esta mayor denominación se encuentran varios pequeñas AVAs, y también hay solicitudes pendientes con el Departamento del Tesoro de Estados Unidos Oficina de Comercio de Impuesto sobre Alcohol y Tabaco para crear nuevos AVAs en los valles de Sanel y Ukiah a lo largo del río Ruso. La AVA de Mendocino es conocida por el cultivo de uvas de clima mediterráneo e incluye a Cariñena, Charbono, Garnacha, Petite Sirah, Syrah y Zinfandel. En la zona con el clima más fresco del Valle de Anderson se pueden encontrar se producen Pinot Noir y el vino espumoso. Muchas bodegas en las cercanas a los condados de Sonoma y Napa compran las uvas de Mendocino.